# サイトークスゾーン
サイトークスゾーン（Cytauxzoon）はアピコンプレックス門に所属し、マダニ類によって媒介され哺乳動物の血球に寄生する原生生物である。イエネコに対してしばしば致死的なサイトークスゾーン症を引き起こす。

## 特徴
タイレリアとよく似た生物であるが、マダニが吸血することで侵入してきたスポロゾイトが、リンパ球ではなくマクロファージに寄生するという点で区別されている。ただしこれは両者を厳密に区別することはできないことが繰り返し指摘されている（後述）。

## 分類
ピロプラズマ目タイレリア科の所属であるが、ピロプラズマ目内部の分類体系は系統関係を反映しておらず、将来的な整理を待つ状況である。またサイトークスゾーン属は後述するように命名法上の疑義を抱えた状態である。
当初記載されたものはアフリカのレイヨウ類を宿主とするもので、以下3種があるがタイレリア属の所属とみなすことが多い。
- C. sylvicaprae Neitz & Thomas, 1948 （サバンナダイカー（英語版））
- C. strepsicerosi Neitz & de Lange, 1956 （クーズー）
- C. taurotragi Martin & Brocklesby, 1960 （イランド）

いっぽう世界各地のネコ科動物を宿主とするもの数種が記載されている。これらは分子系統解析によれば狭義のタイレリア属と近縁な位置に単系統群を成す。
- C. felis Kier, 1979
- C. manul Reichard et al., 2005
- C. europaeus Panait et al., 2021
- C. otrantorum Panait et al., 2021
- C. banethi Panait et al., 2021

### 分類学上の議論
サイトークスゾーン属は、スポロゾイトが感染する細胞がタイレリア属と異なるとして設立された。しかしスポロゾイトが感染する細胞のみを基準に属を区分することには否定的な意見があったうえ、C. taurotragiはスポロゾイトがマクロファージだけでなくリンパ球にも寄生することが示され、またタイレリアにおいてもスポロゾイトがマクロファージに感染する現象が知られている。また分子系統解析によって少なくともC. taurotragiは、ウシ科を宿主とする他のタイレリア属の内部に含まれることが明らかになっている。そこでサイトークスゾーン属そのものをタイレリア属のシノニムとすることがたびたび提唱されている。

### 命名法上の問題
タイプ種であるC. sylvicapraeがタイレリア属に所属するのであれば、サイトークスゾーン属そのものがタイレリア属のシノニムとなり、ネコ科動物を宿主とするC. felisなどもサイトークスゾーンという名前を使うことはできない。ただしC. sylvicapraeの命名に使われた試料は残されておらず、客観的な結論を得ることは難しい状況にある。